# Escàndol Lockheed
L'escàndol Lockheed va ser una sèrie de suborns fets per executius de la companyia aeroespacial estatunidenca Lockheed Corporation des de finals de la dècada del 1950 fins a la dècada del 1970 a fi d'influir en el procés de negociació de la venda d'avions a diversos estats.
Quan gràcies a les investigacions i les confessions d'alts càrrecs de Lockheed es va demostrar que la companyia havia lliurat suborns milionaris i altres gratificacions a càrrecs destacats de nombrosos governs, es va produir una tempesta política considerable a Alemanya Occidental, Itàlia, Països Baixos i Japó. Als Estats Units d'Amèrica (EUA), l'escàndol gairebé va comportar la desaparició de Lockheed, que llavors s'enfrontava a greus problemes financers a causa del fracàs comercial del Lockheed L-1011 TriStar.

## Història
Als EUA, en el context de la Guerra Freda, a través de la Llei de Garantia de Préstecs d'Emergència de 1971, es va crear la Junta de Garantia de Préstecs d'Emergència per administrar préstecs privats amb garantia federal de fins a 250 milions de dòlars a Lockheed Corporation. El programa de garantia feia que el govern dels EUA assumís el deute privat de Lockheed si no complia els seus deutes. L'agost del 1975, la Junta va investigar si Lockheed havia violat les seves obligacions en no informar a la Junta sobre els pagaments estrangers realitzats a Lockheed. El 14 d'octubre del 1977, Lockheed i els seus vint-i-quatre bancs prestadors van signar un acord de crèdit, que preveia una línia de crèdit renovable de 100 milions de dòlars, per a reemplaçar el compromís de garantia del Govern, fet que es va utilitzar per a retirar 60 milions en deute de Lockheed. La Junta de Garantia de Préstecs d'Emergència va aprovar el nou acord de crèdit el 14 d'octubre del 1977, mitjançant un acord de terminació que va tancar després de l'emissió del seu informe final el 30 de setembre del 1977. Els honoraris pagats per Lockheed i els seus bancs a la Junta per administrar el préstec del programa, uns 30 milions de dòlars, es van acabar ingressant al Departament del Tresor dels Estats Units.
A finals de 1975 i principis de 1976, un subcomitè del Senat dels Estats Units dirigit pel senador Frank Church va concloure que directius de Lockheed havien pagat suborns a alts càrrecs de governs aliats per a garantir contractes d'avions militars. El 1976, es va revelar públicament que Lockheed havia pagat 22 milions de dòlars en suborns a funcionaris estrangers en el procés de negociació de la venda d'avions, incloent les negociacions per a l'adquisició de més de 900 caces F-104 Starfighter per Alemanya Occidental.
El president de la junta directiva de Lockheed, Daniel Haughton, i el seu vicepresident executiu, Carl Kotchian, van dimitir dels seus càrrecs el 13 de febrer del 1976. L'escàndol va influir en l'aprovació de la Foreign Corrupt Practices Act que el president Jimmy Carter va promulgar el 19 de desembre del 1977, que va il·legalitzar els suborns lliurats per ciutadans i companyies estatunidenques a funcionaris de governs estrangers. Ben Rich, sotsdirector de Skunk Works va afirmar sobre l'escàndol que:
| « | El executius de Lockheed admetien haver pagat milions en suborns durant més d'una dècada als neerlandesos, en particular al príncep Bernat, espòs de la reina Juliana, a polítics clau del Japó i Alemanya Occidental, a funcionaris i generals italians i a altres figures d'alt rang, des de Hong Kong fins Aràbia Saudita, amb el fi de comprar els nostres avions. | » |

## Alemanya
L'exdirectiu de Lockheed, Ernest Hauser, va declarar als investigadors del Senat que el ministre de Defensa d'Alemanya Occidental, Franz Josef Strauss, i el seu partit havien rebut almenys 10 milions de dòlars per la compra de nou-cents F-104G Starfighters el 1961. El partit i el seu líder van negar les acusacions i Strauss va presentar una demanda per calúmnia contra Hauser.
El setembre de 1976, a la fase final de les eleccions federals alemanyes de 1976, la controvèrsia es va reobrir quan es van fer preguntes sobre el parador dels «documents Lockheed» dins del Ministeri Federal de Defensa. Fonts anònimes també van distribuir diversos documents als mitjans. Segons un d'aquests documents, Strauss i el seu conseller de defensa, Manfred Wörner, van acceptar una invitació de Lockheed per a visitar les fàbriques d'avions als EUA amb el pagament íntegre del viatge per part de Lockheed. En el curs de les investigacions, es va saber que la majoria dels documents relacionats amb la compra de l'Starfighter havien estat destruïts el 1962. Segons el Departament d'Estat dels Estats Units, Lockheed només va pagar una part de les despeses del viatge a la secretària de Wörner i el vol de Wörner dels EUA a Alemanya: 
| « | Wörner anava acompanyat de la seva secretària i Lockheed va pagar una part de les despeses. A més, Wörner va perdre el bitllet d'avió per tornar a Alemanya, pagat pel seu govern, i Lockheed el va acomodar en donar-li un altre bitllet. | » |

## Japó

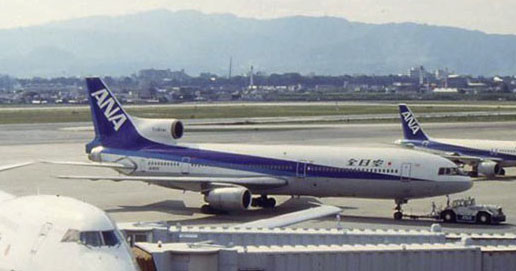
Un Lockheed L-1011 TriStar d'All Nippon Airways

L'escàndol va involucrar Marubeni Corporation i diversos membres d'alt rang dels cercles polítics, comercials i de la màfia japonesa, inclòs el ministre de finances, Eisaku Satō, i el general de les forces aèries, Minoru Genda.
El 1957, la Força Aèria d'Autodefensa del Japó pretenia comprar el Grumman F11F-1F Super Tiger per a reemplaçar l'F-86 Sabre, encara en servei. Això no obstant, els suborns i pressions a polítiques clau del partit en el govern, el Partit Liberal Democràtic, per part de Lockheed van portar a l'adquisició dels F-104G Starfighters.
Més endavant, Lockheed va contractar el mebre de l'hampa Yoshio Kodama com a consultor per a influir en les aerolínies estatals japoneses, com All Nippon Airways (ANA), perquè compressin el Lockheed L-1011 TriStar en lloc del McDonnell Douglas DC-10. El 6 de febrer de 1976, el vicepresident de Lockheed va dir al subcomitè del Senat que Lockheed havia pagat aproximadament 3 milions de dòlars en suborns a l'oficina del primer ministre japonès, Kakuei Tanaka, perquè col·laborés en la negociació. El març de 1976, com a forma de protesta contra l'escàndol, l'actor porno Mitsuyasu Maeno va efectuar un atac suïcida contra la casa de Kodama a Tòquio estavellant-s'hi amb una avioneta. Maeno va morir, dos criats van resultar ferits i Kodama va resultar il·lès.
Finalment, Lockheed va aconseguir el contracte amb ANA després de pagar 2.400 milions de iens. D'aquests diners, el primer ministre japonès va rebre uns 500 milions en total. Alts càrrecs d'ANA van rebre 160 milions de iens i Kodama uns 1.700 milions. El 30 d'octubre del 1972, ANA va anunciar la decisió de comprar 21 Lockheed L-1011 TriStar, amb un cost aproximat de cinc milions de dòlars per unitat, tot i que prèviament ja havia anunciat la seva intenció d'adquirir els DC-10.
Tanaka va ser arrestat el 27 de juliol del 1976 i posat en llibertat l'agost d'aquell mateix any amb una fiança de 200 milions de iens. Va ser declarat culpable per un tribunal de Tòquio el 12 d'octubre de 1983 per la violació de les lleis de control de divises, però no per suborn, un delicte que implicava penes molt més grans. Encara que va ser condemnat a quatre anys de presó mai no va ingressar-hi i va romandre en llibertat fins a la seva mort en 1993.

## Països Baixos
Bernat de Lippe-Biesterfeld va rebre un suborn de més d'un milió de dòlars per part de Lockheed per garantir que el Lockheed F-104 guanyés el Mirage 5 en el concurs per a la compra de nous avions. El membre de la casa reial havia format part de més de 300 juntes de direcció corporativa a tot el món i havia rebut elogis al seu país pels seus esforços per a promoure-hi el progrés econòmic.
El primer ministre, Joop den Uyl, va ordenar una investigació sobre el cas, però Bernat de Lippe-Biesterfeld es va negar a respondre les preguntes dels periodistes quan va declarar que «estic per sobre d'aquestes coses». Les conclusions de la investigació van provocar una crisi constitucional en què la reina Juliana I va amenaçar d'abdicar si el príncep era processat. Aquest finalment es va salvar, però va haver de dimitir de diversos llocs públics i se li va prohibir tornar a vestir l'uniformes militar.
Encara que el príncep Bernat sempre va negar les acusacions de suborn, després de la seva mort, esdevinguda l'1 de desembre de 2004, es van publicar entrevistes on admetia haver rebut diners. En una d'elles afirmava que «he acceptat que la paraula Lockheed quedarà gravada a la meva làpida».

## Itàlia
La branca italiana de l'escàndol Lockheed va implicar el suborn de polítics demòcrates cristians i socialistes per afavorir la compra per la Força Aèria Italiana d'avions de transport Lockheed C-130 Hercules. Les denúncies de suborn van ser demostrades per la revista política L'Espresso, i es van dirigir als exministres del gabinet Luigi Gui i Mario Tanassi, l'exprimer ministre Mariano Rumor i el llavors president Giovanni Leone, obligant-lo a dimitir del seu càrrec el 15 de juny de 1978.

## Aràbia Saudita
Entre el 1970 i el 1975, Lockheed va pagar a l'empresari i traficant d'armes saudita, Adnan Khashoggi, uns 106 milions de dòlars en comissions. Les seves comissions van començar al 2,5% del valor de les transaccions, però eventualment van anar augmentant fins al 15%. Segons Max Helzel, aleshores vicepresident de màrqueting internacional de Lockheed, «Khashoggi es va convertir amb caràcter general pràctics en un braç de Lockheed. Adnan proporcionava no només accés, sinó també estratègies, anàlisi i assessorament constant».